# Euclystis fuscata
Euclystis fuscata är en fjärilsart som beskrevs av William Schaus 1914. Euclystis fuscata ingår i släktet Euclystis och familjen nattflyn. Inga underarter finns listade i Catalogue of Life.